# Heico Sportiv
Die Heico Sportiv GmbH & Co. KG (Eigenschreibweise: HEICO SPORTIV) ist ein in Weiterstadt ansässiger, eingetragener Fahrzeughersteller und weltweit tätiger Tuner für Fahrzeuge von Volvo und Polestar.

## Geschichte
Die Heico Sportiv GmbH & Co KG wurde am 30. September 1999 gegründet. Alle Produkte werden selbst entwickelt und bei Erstausrüstern produziert. Die Produkte werden über Volvo Händler und freie Partner in über 40 Ländern vertrieben. Heico Sportiv ist seit 1998 Mitglied des Verband der Automobil Tuner e. V.

## Motorsport
Das Wiesbadener Rennteam Heico Motorsport wird vom gleichnamigen Unternehmen gefördert. 1995 beauftragte Volvo Deutschland Heico mit der Entwicklung, Bau und Einsatz des Volvo 850 T5 für das 24-Stunden-Rennen auf dem Nürburgring und setzte diese bis 1997 ein. Nach dem Ende des offiziellen Engagements von Volvo Deutschland führt Heico Sportiv seit 1998 das Motorsportprogramm in Eigenregie weiter und startet im Rahmen des 24-Stunden-Rennens und der Langstreckenmeisterschaft (VLN) auf der Nürburgring-Nordschleife. 2006 gewann das Modell „Heico HS4 Odin“ (Typ 544) die Klasse „SP4T“ beim 24-h-Rennen Nürburgring. 2010 erzielte Heico Sportiv mit den Fahrern Ulli Andree, Patrick Brenndörfer, Frank Eickholt und Martin Müller als erstes Team einen Klassensieg beim 24h-Rennen mit Ethanol E85. Seit der Saison 2013 wird ein neuer Volvo V40 D5 mit Biodiesel-Antrieb eingesetzt. 2016 gewann Heico Sportiv das 6-Stunden-Rennen auf dem Nürburgring in der Klasse „alternative Kraftstoffe“. Mit dem Ende der Saison 2016 wurde die Motorsportaktivität eingestellt.

## Bekannte Fahrzeuge
2005 wurde das erste Komplettfahrzeug der „Heico HS4 Odin“ auf Basis des Volvo S40, gebaut, der beim Auto Bild Supertest auf der Rennstrecke in Oschersleben kurzfristig schnellster Fronttriebler aller Zeiten war. 2006 folgte im Auftrag von Volvo Cars of North America der „Heico HS3 THOR“ (Volvo C30 T5 Basis), 2007 im Auftrag der Volvo Car Corporation das „Heico HS8 High Performance Concept“ (Volvo S80 T6 Basis) und der „Heico HS3 T5“ (Volvo C30 T5 Basis) mit einem auffälligen, orangefarbenen Innenraum. Die Fahrzeuge wurden eigens für die SEMA Show in Las Vegas gebaut. 2010 folgten die limitierten Sondermodelle Volvo S60 T6 und Volvo V70 T6 by Heico Sportiv (je 100 Fahrzeuge) für Volvo Car Germany, 2013 die Volvo V40 Sport200 Edition für die Volvo Automobile (Schweiz) AG. Darüber hinaus leistete Heico Sportiv Projektarbeiten für Volvo Cars Special Vehicle. 2013 folgte die Premiere des Volvo V40 T5 "HPC", ausgestattet mit Allradantrieb und 350 PS. 2017 knackte Heico Sportiv mit einem Leistungskit für den Volvo S60 und V60 Polestar erstmals die 400-PS-Marke.